# Dmitri Likhtarovich
Dzmitry Yawhenyevich Likhtarovich - em bielorrusso, Зьміцер Яўгенавіч Ліхтаровіч (Mahilou, 1 de março de 1978) é um ex-futebolista bielorrusso que atuava como meio-campista. É atualmente auxiliar-técnico do BATE Borisov, clube onde jogou 288 partidas e fez 6 gols entre 2001 e 2015, quando encerrou sua carreira profissional. Jogou também pelo Dnepr Mogilev de 1994 a 2001, tendo atuado em 183 partidas, com 12 gols marcados.
É mais conhecido por seu nome russificado dos tempos de URSS, Dmitriy Yevgenyevich Likhtarovich (Дмитрий Евгеньевич Лихтарович, em russo).
Likhtarovich ainda jogou uma partida pela Seleção Bielorrussa, em 2007. Entre 1993 e 1999, havia passado pelas categorias de base, além de ter atuado 2 vezes Seleção Olímpica do país, em 2004. Contabilizando os jogos por clubes e seleção, o meia alcançou os 600 jogos oficiais em novembro de 2012, e no jogo contra o Shakhter Karagandy, pela fase de classificação da Liga dos Campeões da UEFA de 2013–14, entrou em campo pela 613ª vez na carreira, superando Sergey Gurenko (até então o jogador bielorrusso com mais partidas oficiais disputadas).

## Títulos
Dnepr Mogilev
- Vysshaya Liga: 1998

BATE Borisov
- Vysshaya Liga: 2002, 2006, 2007, 2008, 2009, 2010, 2011, 2012, 2013, 2014 e 2015
- Copa da Bielorrússia: 2005–06, 2009–10 e 2014–15
- Supercopa da Bielorrússia: 2010, 2011, 2013, 2014 e 2015

## Links
- Dmitri Likhtarovich em National-Football-Teams.com